# Max Gabriel
Max Gabriel fou un compositor alemany de finals del segle xix i principis del xx.
Per espai de molts anys fou director del teatre de la Residència de Hannover i és autor d'aplaudides operetes, entre elles: Stffen Langer (1889), Der Freiweber (1890), i Der Garde Uhlan (1892).